# Edil plebeyo
Los ediles plebeyos (en latín: aediles plebis, de aedes, "morada de divinidad" y plebs, "plebe"), en la Antigua Roma, son los ediles elegidos de entre la plebe. Eran dos ediles elegidos anualmente por los plebeyos reunidos en el concilium plebis. No formaban parte del cursus honorum.

## Historia
Se crearon durante la República romana, el mismo año que los tribunos de la plebe (494 a. C.). Nacidos a imagen de los ediles plebeyos, los patricios, para contrarrestar su poder, crearon posteriormente los ediles curules, nombrados al principio solo entre ellos.
Originalmente estaban pensados como ayudantes de los tribunos, custodiaban los derechos de la plebe en las funciones requeridas, económicas y religiosas, en su cuartel general, el Templo de Ceres. Posteriormente, adquirieron más deberes civiles, asumiendo la responsabilidad del mantenimiento de los edificios de la ciudad en su conjunto. Sus deberes al principio eran simplemente administrativo. Eran los ayudantes de los tribunos en cualquier asunto que les encomendaran, como la aplicación de sentencias de los tribunos, aunque la mayoría de los asuntos que se les encargaban eran de mínima importancia.
Al final, los dos ediles se ocupaban de los edificios sagrados y privados: mantenimiento de templos, vigilancia de edificios privados en ruinas o degradados. Supervisaban el abastecimiento de agua de la ciudad, probablemente en ausencia de los censores, las fuentes a través de contratistas (redemptores), así como las alcantarillas (como la famosa Cloaca Máxima). También deben velar por el mantenimiento de las vías urbanas y su pavimentación (tareas para las que emplean el producto de las multas por infracción de las normas del ager publicus). También son responsables de la distribución y venta de trigo a la plebe a precios bajos, aunque no de la compra, que es competencia de los cónsules y cuestores, o en ocasiones de un magistrado extraordinario, el praefectus annonae. Estos ediles controlaban el uso de la tierra pública (ager publicus) y podían multar a los ocupantes ilegales de los pastos de la República. También eran responsables de la vigilancia de los mercados, la inspección de las mercancías en venta (incluidos los esclavos), así como de los pesos y medidas.
Los ediles plebeyos llegaron a controlar el respeto en la celebración de ceremonias religiosas y la introducción del culto de nuevas deidades en Roma. Se encargaban de mantener el orden público y el decoro, inspeccionando los baños públicos, burdeles y lugares de placer. En sus diversas actividades, eran asistidos por funcionarios como los praecones (pregoneros), scribae (escribanos, secretarios) o viatores (mensajeros oficiales).
A partir del 471 a. C., con la promulgación de la Lex Publilia Voleronis, los ediles plebeyos eran elegidos por los Comitia populi tributa.
Alrededor del 446 a. C., son nombrados guardianes de los senadoconsultos (en latín: senatus consulta). Cuando se aprobaba un senatus consultum, se transcribía en un documento y se depositaba en el tesoro público, el Aerarium. Se les otorgó este poder porque los cónsules, que habían tenido este poder anteriormente, llegaron a suprimir y alterar arbitrariamente algún documento. También mantuvieron las actas del Concilio de la plebe (asamblea popular), los 'plebiscitos'. Los plebiscitos, una vez aprobados, también se transcribían en un documento físico para su almacenamiento.
A partir del 366 a. C. se instituyeron otros dos ediles, los denominados edili curuli (ediles curules). Solo podían ser patricios y eran, en rigor, los únicos ediles con características de magistrados cívicos, como lo demuestra el adjetivo curulis. En un período posterior (44 a. C.) Julio César creó otros dos ediles plebeyos, llamados 'ediles de cereales' (aediles ceriales), asignados específicamente a la supervisión de la annona y la responsabilidad del suministro de grano para la ciudad de Roma (Cura annonae).
Si bien sus poderes crecieron con el tiempo, no siempre ha sido fácil distinguir la diferencia entre sus poderes y los de los censores, creados en el 443 a. C.. Ocasionalmente, si un censor no podía realizar una de sus tareas, un edil plebeyo la realizaba en su lugar.
Durante la República, los cónsules en su mandato, emitían el denominado Album Senatorium donde se inscribía la jerarquía de los cargos de los magistrados en este orden: censores, cónsules, pretores, ediles curules, ediles plebeyos, tribunos, cuestores, y a continuación, se
disponían las personas que no habían sido magistrados.